# Androcymbium hantamense
Androcymbium hantamense là một loài thực vật có hoa trong họ Colchicaceae. Loài này được Engl. ex Diels miêu tả khoa học đầu tiên năm 1909.